# Ghiacciaio Berkovitsa
Il Ghiacciaio Berkovitsa (in lingua bulgara: ледник Берковица, Lednik Berkovitsa) è un ghiacciaio antartico situato nel settore orientale dell'Isola Livingston, che fa parte delle Isole Shetland Meridionali, in Antartide. 

## Caratteristiche
È situato a est dell'Etar Snowfield, a sud del Ghiacciaio Medven, ovest-nordovest del Ghiacciaio Tundzha e nord-nordest del Ghiacciaio Verila. È delimitato dai versanti sudorientali delle Oryahovo Heights e dal versante nordoccidentale dello Snow Peak.
Si estende su una lunghezza di 4 km in direzione sudest-nordovest e 2,8 km in direzione nordovest-sudest; fluisce in direzione nord nella Hero Bay tra Avitohol Point e Remetalk Point.

## Denominazione
La denominazione è stata assegnata dalla Commissione bulgara per i toponimi antartici in riferimento alla cittadina di Berkovitsa, situata nella parte occidentale dei Monti Balcani, in Bulgaria. È uno dei toponimi bulgari conferito dalla spedizione Tangra 2004/05 a elementi geografici fino a quel momento privi di nome.

## Localizzazione
Il ghiacciaio è centrato alle coordinate 62°34′20″S 60°41′15″W.
Rilevazione topografica bulgara sulla base dei dati della spedizione Tangra 2004/05 con mappatura nel 2005 e 2009. 

## Mappe
- L.L. Ivanov et al. Antarctica: Livingston Island and Greenwich Island, South Shetland Islands. Scale 1:100000 topographic map. Sofia: Antarctic Place-names Commission of Bulgaria, 2005.
- L.L. Ivanov. Antarctica: Livingston Island and Greenwich, Robert, Snow and Smith Islands. Scale 1:120000 topographic map.  Troyan: Manfred Wörner Foundation, 2009.